# Tal vez me estoy enamorando
Tal vez me estoy enamorando este numele primului album al Nicolei, lansat pe decembrie 1989. Acest album a generat eveniment în Chile, realizat de aur la mai mult de 15.000 de exemplare vândute.

## Lista pieselor
| #  | Titlu                         | Autor(i)                  | Durată |
| -- | ----------------------------- | ------------------------- | ------ |
| 1  | "Tal vez me estoy enamorando" | Juan Carlos Duque         | 3:26   |
| 2  | "Mi primer amor"              | Juan Carlos Duque         | 2:12   |
| 3  | "Dejen un lugar"              | Juan Carlos Duque         | 4:29   |
| 4  | "Bicicletas"                  | Álvaro Scaramelli         | 2:57   |
| 5  | "Mi fantasía eres tú"         | Juan Andrés Ossandón      | 3:01   |
| 6  | "Qué hacer para conquistarlo" | Juan Carlos Duque         | 3:00   |
| 7  | "Qué está pasando en mí"      | Víctor Arriagada          | 4:14   |
| 8  | "Mis amigos de verano"        | Tito Acuña, Checho Hirane | 2:58   |
| 9  | "Detrás de mi puerta"         | Tito Acuña, Checho Hirane | 4:00   |
| 10 | "Príncipe azul"               | Juan Carlos Duque         | 3:07   |